# Elisabetta d'Assia
Elisabetta d'Assia (Kassel, 13 febbraio 1539 – Heidelberg, 15 marzo 1582) fu langravia Assia e elettrice consorte del Palatinato.

## Biografia
Elisabetta era figlia del langravio Filippo I d'Assia (1501-1567) e di sua moglie Cristina (1505-1549), figlia del duca Giorgio di Sassonia.
Sposò l'8 luglio 1560 a Marburgo l'elettore Luigi VI del Palatinato (1539-1582). La coppia risiedette sino all'ascesa al trono di Luigi ad Amberg. Anche sotto l'influenza della sua devota moglie luterana Luigi ripristinò il Luteranesimo nel Palatinato.
Nel suo testamento aveva stabilito che la reggenza del Palatinato per il figlio Federico fosse assunta dalla moglie e dal cognato Luigi, insieme al duca Ludovico di Württemberg ed al margravio Giorgio Federico di Brandeburgo-Ansbach. La carica di reggente del Palatinato fu tuttavia rivendicata dal conte palatino Giovanni Casimiro del Palatinato-Simmern, che fece valere i suoi diritti di agnato del principe elettore. Elisabetta, insieme agli altri reggenti designati, s'oppose invano a Giovanni Casimiro, ricorrendo presso Corte della Camera Imperiale, ma il conte fu supportato dallo stesso fratello di Elisabetta, Guglielmo IV d'Assia-Kassel, che temeva la rigorosa influenza luterana esercitabile dalla sorella sul figlio Federico e sugli affari del Palatinato.
Elisabetta morì un anno prima del marito e fu sepolta nella chiesa dello Spirito Santo di Heidelberg.

## Discendenza
Dal suo matrimonio con Luigi nacquero
- Anna Maria (1561-1589), sposò Carlo IX di Svezia;
- Elisabetta (*/† 1562)
- Dorotea Elisabetta (*/† 1565)
- Dorotea (1566–1568)
- Federico Filippo (*/† 1567)
- Giovanni Federico (*/† 1569)
- Luigi(1570–1571)
- Caterina (1572-1586);
- Cristina (1573-1619);
- Federico (1574-1610), sposò Luisa Giuliana di Nassau, figlia di Guglielmo I d'Orange.
- Filippo (nato e morto nel 1575)
- Elisabetta (1576–1577)

## Ascendenza
|                              |                         |                                   | Genitori                          |  |  | Nonni |  |  | Bisnonni              |  |  | Trisnonni           |  |
|                              |                         |                                   |                                   |  |  |       |  |  | Ludovico II il Franco |  |  | Ludovico I di Assia |  |
|                              |                         |                                   |                                   |  |  |       |  |  | Ludovico II il Franco |  |  | Ludovico I di Assia |  |
|                              |                         | Anna di Sassonia                  |                                   |  |  |       |  |  | Ludovico II il Franco |  |  |                     |  |
| Guglielmo II d'Assia         |                         |                                   |                                   |  |  |       |  |  | Ludovico II il Franco |  |  |                     |  |
|                              |                         | Matilde di Württemberg            | Ludovico I di Württemberg-Urach   |  |  |       |  |  |                       |  |  |                     |  |
|                              |                         | Matilde di Württemberg            | Ludovico I di Württemberg-Urach   |  |  |       |  |  |                       |  |  |                     |  |
|                              |                         | Matilde di Württemberg            | Matilde del Palatinato            |  |  |       |  |  |                       |  |  |                     |  |
| Filippo I d'Assia            |                         | Matilde di Württemberg            |                                   |  |  |       |  |  |                       |  |  |                     |  |
|                              |                         | Magnus II di Meclemburgo-Schwerin | Enrico IV di Meclemburgo-Schwerin |  |  |       |  |  |                       |  |  |                     |  |
|                              |                         | Magnus II di Meclemburgo-Schwerin | Enrico IV di Meclemburgo-Schwerin |  |  |       |  |  |                       |  |  |                     |  |
|                              |                         | Magnus II di Meclemburgo-Schwerin | Dorotea di Brandeburgo            |  |  |       |  |  |                       |  |  |                     |  |
| Anna di Meclemburgo-Schwerin |                         | Magnus II di Meclemburgo-Schwerin |                                   |  |  |       |  |  |                       |  |  |                     |  |
|                              |                         | Sofia di Pomerania-Wolgast        | Eric II di Pomerania-Wolgast      |  |  |       |  |  |                       |  |  |                     |  |
|                              |                         | Sofia di Pomerania-Wolgast        | Eric II di Pomerania-Wolgast      |  |  |       |  |  |                       |  |  |                     |  |
|                              |                         | Sofia di Pomerania-Wolgast        | Sofia di Pomerania-Stolp          |  |  |       |  |  |                       |  |  |                     |  |
| Elisabetta d'Assia           |                         | Sofia di Pomerania-Wolgast        |                                   |  |  |       |  |  |                       |  |  |                     |  |
|                              | Alberto III di Sassonia | Federico II di Sassonia           |                                   |  |  |       |  |  |                       |  |  |                     |  |
|                              | Alberto III di Sassonia | Federico II di Sassonia           |                                   |  |  |       |  |  |                       |  |  |                     |  |
|                              | Alberto III di Sassonia | Margherita d'Austria              |                                   |  |  |       |  |  |                       |  |  |                     |  |
| Giorgio di Sassonia          | Alberto III di Sassonia |                                   |                                   |  |  |       |  |  |                       |  |  |                     |  |
|                              |                         | Sidonia di Boemia                 | Giorgio di Boemia                 |  |  |       |  |  |                       |  |  |                     |  |
|                              |                         | Sidonia di Boemia                 | Giorgio di Boemia                 |  |  |       |  |  |                       |  |  |                     |  |
|                              |                         | Sidonia di Boemia                 | Cunegonda di Sternberg            |  |  |       |  |  |                       |  |  |                     |  |
| Cristina di Sassonia         |                         | Sidonia di Boemia                 |                                   |  |  |       |  |  |                       |  |  |                     |  |
|                              |                         | Casimiro IV di Polonia            | Ladislao II Jagellone             |  |  |       |  |  |                       |  |  |                     |  |
|                              |                         | Casimiro IV di Polonia            | Ladislao II Jagellone             |  |  |       |  |  |                       |  |  |                     |  |
|                              |                         | Casimiro IV di Polonia            | Sofia Alšėniškė                   |  |  |       |  |  |                       |  |  |                     |  |
| Barbara Jagellona            |                         | Casimiro IV di Polonia            |                                   |  |  |       |  |  |                       |  |  |                     |  |
|                              |                         | Elisabetta d'Asburgo              | Alberto II d'Asburgo              |  |  |       |  |  |                       |  |  |                     |  |
|                              |                         | Elisabetta d'Asburgo              | Alberto II d'Asburgo              |  |  |       |  |  |                       |  |  |                     |  |
|                              |                         | Elisabetta d'Asburgo              | Elisabetta di Lussemburgo         |  |  |       |  |  |                       |  |  |                     |  |
|                              |                         | Elisabetta d'Asburgo              |                                   |  |  |       |  |  |                       |  |  |                     |  |